# NGC 4938
NGC 4938 је спирална галаксија у сазвежђу Ловачки пси која се налази на NGC листи објеката дубоког неба.
Деклинација објекта је + 51° 19' 9" а ректасцензија 13h 2m 57,4s. Привидна величина (магнитуда) објекта NGC 4938 износи 14,4 а фотографска магнитуда 15,2. NGC 4938 је још познат и под ознакама MCG 9-21-91, CGCG 270-42, PGC 45044.